# 福島県立医科大学
福島県立医科大学（ふくしまけんりついかだいがく、英語: Fukushima Medical University）は、福島県福島市光が丘1番地に本部を置く日本の公立大学。1944年創立、1950年大学設置。大学の略称は福島医大、県立医大。

## 歴史

### 白河医術講議所とその後の変遷
戊辰戦争の終結後、1871年（明治4年）9月に白河県の初代権知事清岡公張により、白河医術講議所が設置された。これが現在の福島県下、明治期になって初の近代西洋医学教育機関であり、福島県立医科大学の淵源である。
　清岡公張はこの地に医師が乏しいことを憂いて近代西洋式病院の設立を計画し、政府に医師の派遣を求めるとともに医師の養成を上申した結果、大学東校（現在の東京大学医学部）から横川正臣中教授が派遣され、1871年（明治4年）8月に白河町本町の野戦病院跡地に白河仮病院が開院した。白河医術講議所は、この病院内に併設された。
　1871年（明治4年）11月、白河県が廃止されて二本松県が成立し、さらに二本松県が福島県と改称されると、白河仮病院と白河医術講議所は須賀川市に移転し、福島県病院、須賀川医学所となった。この須賀川医学所には、後に日清戦争帰還兵の検疫事業など国の衛生行政に辣腕を振るい、台湾総督府民政局長や満鉄総裁、関東大震災当時の帝都復興院総裁などを歴任した後藤新平も学び、寄宿舎の舎長を務めている。
　その後、須賀川医学所は須賀川医学講習所、須賀川医学校と改称されるが、1879年（明治12年）に元々支病院として設置された須賀川出張福島病院が福島県立福島病院に改組されると、翌1882年（明治15年）1月に医学校は福島市に移転し、福島医学校となった。だが、県議会において維持管理に多額の費用を要する県立病院・医学校の廃止を求める声が高まり、1887年（明治20年）3月31日をもって福島医学校は廃止、医学生は同年、仙台第二高等中学校に附設された医学部に吸収された。
　一方、福島県立病院は、1890年（明治23年）に県の管轄を離れ、県北地域3郡の84か町村による組合によって運営される三郡共立福島病院として存続し、1925年（大正14年）4月1日に公立福島病院となる。この公立福島病院は、福島女子医専創設時に附属病院として県に寄付され、福島県立医科大学と附属病院の設立に繋がって行った。

### 福島女子医専
第二次世界大戦において日本軍の戦局が厳しさを増していく1944年（昭和19年）、学徒出陣や学徒勤労動員によって学校から姿を消した男子学生に代わって、男子専門職を代行ないし補助できる女子を養成する必要から「女子専門学校教育刷新」が政府より出された。医療部門でも人不足は例外ではなく、とりわけ福島県ではもとより医師が不足していた。当時の県内町村の過半が無医地区であり、人口1万人あたりの医師数も4名ほどで、全国平均の7.2名を下回っていた。
このため、福島県会は1942年（昭和17年）の段階から医学専門学校の設置を検討していた。設置認可を受けるには不足した要件もあったが、附属病院に関しては公立福島病院組合会が同病院の医専への寄付を決定し、建設費300万円も県内有志からの寄付を募った。また、初代校長として東北帝国大学医学部長の八木精一が招聘に応じた。
「福島県立女子医学専門学校」設立申請は1944年（昭和19年）1月9日の県会にて可決されて即日、文部省に送付された。翌10日に認可を受け、3月5日に福島市と宮城県仙台市、東京都で入学試験が実施された。応募者1,180名は学科試験、身体検査、口頭試問により選抜され、151名が4月20日の入学を迎えた。

### 学制改革期
1945年、日本の降伏後、GHQによる占領政策の下、医学教育についても改革が及んだ。修了期間4年間の医専では自然科学、人文科学、社会科学の基礎的素養に欠ける医師しか養成できないとして、これらを充実するか、あるいは満たせない場合には廃校とする方針が打ち出された。県会でも県立女子医専の存廃が議論され、「せっかく創設したのだから残すべき」「外地の医師が復員したら医師が飽和状態になるのではないか」などの意見が出されている。
1946年に行われた中央による視察では、募集定員の削減を求められたものの組織については存続を認められた。だが翌年1947年にかけて発表された中央の各種政策の中で、全国の医専をA・Bにランク分けし、Bランク医専については廃止することが明らかとなり、福島女子医専は「厚生専門学校」（看護学・保健学主体の教育機関）になるとの情報もあった。
医科大学としての存続を望んだ在籍学生・教職員は、1946年（昭和21年）末に大学昇格運動本部を設け、陳情を受けた県会も「緊急決議案」を全会一致で採択し、県・自治体・商工会関係者らで成る「医科大学設立期成同盟会」が発足した。こうした運動の結果、1947年（昭和22年）6月13日、旧制福島県立医科大学予科の設置が認可された。この日は本学の開学記念日となっている。

### 新制大学化と発展
予科は設置されたが、学部開設には再審査が必要であったため、県会の協力の下、文部省指定の大学規格を満たすように設備拡充が行われた。当時の所在地である杉妻町では県から土地が寄付され、福島市役所跡地も利用し、研究室・講堂・附属病棟が建設された。こうした甲斐あって1950年（昭和25年）に旧制福島県立医科大学の学部が正式に認可され、全国最後の旧制大学となった。県衛生部から看護婦養成所と高等厚生学院も移管された。
一方、1949年（昭和24年）には既に国立学校設置法が制定されており、国立大学は新制大学へ順次移行していた。公立の本学も1952年（昭和27年）に新制大学認可、1955年（昭和30年）に6年制大学としての進学課程設置が認可され、さらに1961年（昭和36年）には大学院が併設された。こうして1950年代には新制大学・研究機関としての本学の内容が整えられていった。
1960年代は全国各地の大学で学生運動が激化するとともに、とりわけ医学部ではインターン制度への反対活動が一体となって教育現場は混乱を極めていた。本学も例外ではなく、1964年（昭和39年）には学生会によるインターン委員会が作られ、デモ活動などを通して抗議姿勢が示された。全国青年医師連合とつながりのある強硬派の中からは、1966年（昭和41年）春の医師国家試験を集団ボイコットする者も現れた。
1968年（昭和43年）の医師法改正によるインターン廃止後も、学生会を中心とした全共闘結成など運動は止むことがなく、秘密主義撤廃や一部の教授の退官などを求めて教授会との対立が続いた。1969年（昭和44年）の授業放棄・附属病院ストとそれに伴う附属病院への機動隊突入により緊張は頂点に達し、これ以降は学生・教職員の処分などで事態は収束へと向かったが、教育・研究・診療機能の著しい停滞とともに後々まで禍根を残す事件となった。
同年11月5日、大菩薩峠事件で複数の医科大学生が逮捕されたことを受け、同月15日、附属病院臨床集会室、学生寮などに家宅捜索が行われた。

### キャンパス移転後
旧キャンパスは、福島市杉妻町に1952年（昭和27年）竣工以来、20年以上にわたり逐次増改築を繰り返していた。このため施設構造が複雑化・老朽化し、また図書館や体育館、各種研究所などの設置面積も狭く、不便を強いられるようになった。
- 1978年（昭和53年）、県と大学の代表者から成る福島県立医科大学建設委員会が発足。将来的な拡張可能性、地価負担を考慮し、ニュータウン開発が進む市南部の蓬萊団地に隣接した光が丘に新キャンパスの移転を決定した。 1984年（昭和59年）起工の建設工事は、1988年（昭和63年）に完成を迎えた。

- 1998年（平成10年）、それまでの附属看護学校を発展的解消し、新たに看護学部が設置された。単科医科大学が看護学部を設置する例としては日本初となるものである。2002年（平成14年）からは大学院看護学研究科が合わせて新設された。

- 2006年（平成18年）の公立大学法人移行後は、「総合科学教育研究センター」「医療人育成・支援センター」「トランスレーショナルリサーチセンター」の3機関を設置するとともに、医療人育成を図る文科省プログラム（後述）に取り組み、また東北地方初のドクターヘリ自主運用を開始するなど、医師不足が深刻化する福島県の医療環境の強化を目指すとしている。
- 2021年（令和3年）4月、理学療法士、作業療法士、診療放射線技師、臨床検査技師を養成する保健科学部を開設[2]。
- 2025年（令和7年）4月、大学院保健科学研究科が新設予定

## 基礎データ

### 所在地
光が丘キャンパス

福島県福島市光が丘1番地に所在し、この住所に医学部、看護学部、大学院、附属病院など保健科学部を除く全施設が集まっている。1988年（昭和63年）に杉妻町の旧キャンパスから移転した。本学のために開発された小高い丘陵で、当大学の住所である1番地及び看護師寮と託児所のある10番地しか番地が存在しない。
交通アクセス

最寄鉄道駅はJR東日本東北本線金谷川駅だが、下記アクセス利用が至便。

- 福島駅[3]より福島交通の路線バスにて「医大」行・「医大経由二本松」行などを利用。
- 東北自動車道福島松川スマートICより福島県道52号土湯温泉線の福島西ICより福島南バイパス経由で医大方面へ。

福島駅前キャンパス

福島県福島市栄町10番6号に所在し、保健科学部の開設に伴い2021年に整備された。
交通アクセス

JR福島駅から約500ｍ（徒歩5分）

### 象徴
開学20周年の1971年（昭和46年）に公募から選定された本学の校章は、福島県の県花である八重ハクサンシャクナゲ（ネモトシャクナゲ）を図案化したものであり、4枚の葉と5枚の花弁、中央に「医」の字がレイアウトされている。
校旗では中央にこの校章が配置され、ダークグリーンの地に白抜きで描かれる。白は冷静な頭脳を持つ医学生の本分を、緑は医者としての暖かい心と医療職における安全への配慮を表している。
大学歌は三善晃作曲・宗左近作詞による『光の鳥』で、1984年（昭和59年）に制定された。
2008年（平成20年）は現キャンパス移転20周年、看護学部設置10周年、完全法人化記念の年となるため、「アニバーサリー2008」と称して新たなシンボルマークを公募。旧来の校章とは別に、アルファベットの″F"と桜の花を図案化したものがイメージデザインマークとして制定された。

## 教育および研究

### 学部

#### 医学部
医学科
生命科学・社会医学系（12）
神経解剖・発生学講座 / 解剖・組織学講座 / 細胞統合生理学講座 / 神経生理学講座 / 生化学講座 / 免疫学講座 / 薬理学講座 / 微生物学講座  / 基礎病理学講座（旧病理学第二講座） / 衛生学・予防医学講座 / 公衆衛生学講座 / 法医学講座
臨床医学系（25）
循環器・血液内科学講座（旧内科学第一講座） / 消化器・リウマチ膠原病内科学講座（旧内科学第二講座） / 腎臓高血圧・糖尿病内分泌代謝内科学講座（旧内科学第三講座） / 神経内科学講座 / 呼吸器内科学講座 / 臓器再生外科学講座（旧外科学第一講座） / 器官制御外科学講座（旧外科学第二講座） / 心臓血管外科学講座 / 脳神経外科学講座 / 整形外科学講座  / 形成外科学講座 / 産科婦人科学講座 / 小児科学講座 / 眼科学講座 / 皮膚科学講座 / 泌尿器科学講座 / 耳鼻咽喉科学講座 / 神経精神医学講座 / 放射線医学講座 / 麻酔科学講座 / 救急医療学講座（旧附属病院救急科） / 病理病態診断学講座（旧病理学第一講座）/ 感染制御・臨床検査医学講座 /輸血・移植免疫学講座（旧附属病院輸血・移植免疫部） / 地域・家庭医療学講座（旧附属病院地域・家庭医療部）
2009年4月より講座の名称が変更になった。　
総合科学系（2）
人間科学講座（人文社会科学・外国語） / 自然科学講座（物理学・数学・化学・生物学）
寄付講座（27）
周産期・小児地域医療支援講座／災害医療支援講座／地域救急医療支援講座／地域産婦人科支援講座／白河総合診療アカデミー／東白川整形外科アカデミー／疼痛医学講座／スポーツ医学講座／外傷学講座／外傷再建学講座／生体機能イメージング講座／多発性硬化症治療学講座／低侵襲腫瘍制御学講座／心臓調律制御医学講座／運動器骨代謝学講座／手外科・四肢機能再建学講座／ヒト神経生理学講座／総合内科・臨床感染症学講座／地域包括的癌診療研究講座／先端地域生活習慣病治療学講座／周産期間葉系幹細胞研究講座／癌集学的治療地域支援講座／エピゲノム分子医学研究講座／アスタチン核種治療研究講座／甲状腺治療学講座／救急・生体侵襲制御学講座／地域婦人科腫瘍学講座
医学部付属研究施設（6）
生体物質研究部門 / 細胞科学研究部門 / 生体機能研究部門 / 附属放射線同位元素研究施設 / 附属実験動物研究施設 / 附属リハビリテーション研究所
大学附属病院（1）
歯科口腔外科

#### 看護学部
看護学科
総合科学部門 / 生命科学部門 / 基礎看護学部門 / 生態看護学部門 / 家族看護学部門 / ケアシステム開発部門 / 応用看護学部門

#### 保健科学部
理学療法学科 / 作業療法学科 / 診療放射線科学科 / 臨床検査学科

### 大学院
医学系研究科
地域医療・加齢医科学専攻 / 機能制御医科学専攻 / 神経医科学専攻 / 分子病態医科学専攻
看護学研究科
看護学専攻
保健科学研究科（令和7年4月開設予定）
保健科学専攻

### 附属機関
- 附属病院

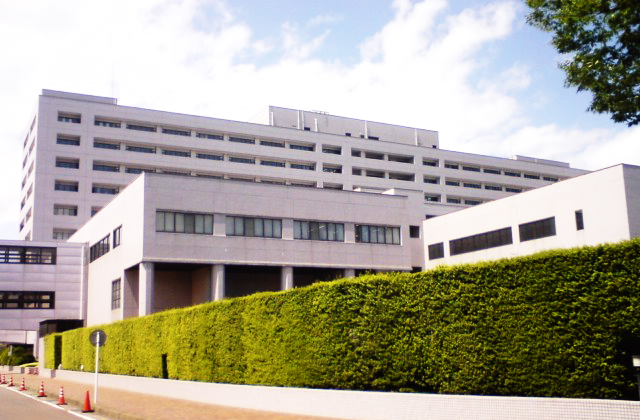
福島県立医科大学附属病院

- 附属学術情報センター（図書館、展示館、情報ネットワークシステム）
- 附属生体情報伝達研究所
- 附属放射性同位元素研究施設
- 附属実験動物研究施設
- 附属リハビリテーション研究所
- 大学健康管理センター
- 会津医療センター

### 研究
2004年（平成16年）、文部科学省「現代的教育ニーズ取組支援プログラム」に、本学からは「地域連携型医学教育の試み」が採択された。
また、2005年（平成17年）には、文部科学省「地域医療等社会的ニーズに対応した医療人教育支援プログラム」に本学から「ホームステイ型医学教育プログラム」が採択されている。

## 大学関係者と組織

### 大学関係者組織
医学部同窓会
単に「同窓会」と称し、特別の名称は無い。旧福島女史医専時代からの卒業生、教職員、在学生を会員としている。会員相互の親睦・大学の発展に寄与することを目的とし、地域医療貢献賞、光が丘賞（優秀学生への賞）、学術振興賞、医学奨励賞の表彰とその基金運営も行っている。
大学医師会
大学附属病院勤務の医師により構成される医師会。

### 大学関係者一覧
福島県立医科大学の人物一覧を参照

## 対外関係

### 他大学との協定

#### 国内
- 東北大学、山形大学とともに「東北がんプロフェッショナル養成プラン」協定に参画している。
- 福島県高等教育協議会加盟の大学・短大・高専との間で単位互換協定が締結されている。
- 放送大学学園と単位互換協定を結んでおり、放送大学で取得した単位を卒業に要する単位として認定することができる[4]。

#### 海外
- シンガポール国立大学医学部との交流協定[5]。（覚書）
- 武漢大学医学部との友好協定。（協定）
- マウントサイナイ医科大学との友好協定。（覚書）
- オハイオ州立大学放射線腫瘍学講座との友好協定（放射線腫瘍学分野における教育・研究の連携協力）。（覚書）
- ベラルーシ医科大学との交流協定（学生交流に係るMOU有り）。（協定）
- ゴメリ医科大学との交流協定（学生交流に係るMOU有り）。（協定）
- ホーチミン医科薬科大学との交流協定（疫学・国際保健分野に係る研究・研修・教育）。（覚書）
- （ロシア）国立北西医科大学及び長崎大学との交流協定（ダブルディグリープログラム2021年度～）。（協定）
- フランス放射線防護・原子力安全研究所（IRSN）との連携協力。（覚書）
- フランス原子力防護評価研究所（CEPN）との連携協力。（覚書）

## 不祥事

### SM宴会写真流出
2007年（平成19年）7月22日深夜、2ちゃんねるのマンガ関連の掲示板にて、「女王様」に扮した女性が患者役の男性を踏みつける等、忘年会での余興としてSMを連想させる行為を行ったと思しき様子を撮影した画像が、100枚近く流出した。同大学の総務グループによると、7月23日朝8時頃指摘があり、同10時頃、画像が閲覧できないようにした、と説明。「4～5年前に撮影したもの」、「見る人によっては誤解を与える、不適切な写真だと思います。内輪だけで見ようとして掲載したのだと思いますが…」と話している。